# Copa Mundial de Tiro con Arco 2015
La temporada del 2015 de la Copa Mundial de Tiro con Arco en la modalidad de Aire Libre, se conforma por 4 escenarios preliminares, los cuales son Shanghái (China), Antalya (Turquía), Breslavia (Polonia), Medellín (Colombia), y la final en Ciudad de México (México).

## Shanghái
Se celebró del 5 al 10 de mayo, con la participación de 356 arqueros de 41 federaciones.

### Resultados
Arco compuesto
| Evento               | Medalla de oro                                                        | Medalla de plata                                         | Medalla de bronce                                                    | Cuarto lugar                                                    |
| -------------------- | --------------------------------------------------------------------- | -------------------------------------------------------- | -------------------------------------------------------------------- | --------------------------------------------------------------- |
| Equipo Masculino     | Stephan Hansen Martin Damsbo Patrick Laursen Dinamarca                | Yaser Amouei Majid Gheidi Esmaeil Ebadi Irán             | Abhishek Verma Rajat Chauhan Chinglensana Luwang Maisnam India       | Sebastien Peineau Pierre-Julien Deloche Dominique Genet Francia |
| Equipo Femenino      | Fatin Nurfatehah Mat Salleh Nor Rizah Ishak Saritha Cham Nong Malasia | Crystal Gauvin Angela Bradley Lexi Keller Estados Unidos | Mariia Vinogradova · Svetlana Cherkashneva · Natalia Avdeeva · Rusia | Sara Lopez · Maja Marcen · Alejandra Usquiano · Colombia        |
| Equipo Mixto         | Sara Lopez · Daniel Muñoz · Colombia                                  | Yesim Bostan Demir Elmaagacli Turquía                    | Irina Markovic · Mike Schloesser · Países Bajos                      | Toja Cerne Dejan Citar Eslovenia                                |
| Individual Masculino | Sebastien Peineau Francia                                             | Mike Schloesser · Países Bajos                           | Dominique Genet Francia                                              | Mario Cardoso · México                                          |
| Individual Femenil   | Sara Lopez · Colombia                                                 | Linda Ochoa · México                                     | Stephanie Salinas · México                                           | Fatin Nurfatehah Mat Salleh Malasia                             |

Arco recurvo
| Evento               | Medalla de oro                                     | Medalla de plata                                                 | Medalla de bronce                                              | Cuarto lugar                                                       |
| -------------------- | -------------------------------------------------- | ---------------------------------------------------------------- | -------------------------------------------------------------- | ------------------------------------------------------------------ |
| Equipo Masculino     | Takaharu Furukawa Naoya Oniyama Ayumi Iwata Japón  | Woojin Kim Bonchan Ku Jin Hyek Oh Corea del Sur                  | Riau Ega Agatha Hendra Purnama Muhammad Hanif Wijaya Indonesia | Antonio Fernández · Miguel Ángel Pifarre · Juan Rodríguez · España |
| Equipo Femenino      | Chae Young Kang Misun Choi Bo Bae Ki Corea del Sur | Karina Winter · Lisa Unruh · Veronika Haidn Tschalova · Alemania | Khatuna Lorig La Nola Pritchard Ariel Gibilaro Estados Unidos  | Kaori Kawanaka Yuki Hayashi Saori Nagamine Japón                   |
| Equipo Mixto         | Chae Young Kang Woojin Kim Corea del Sur           | Kaori Kawanaka Takaharu Furukawa Japón                           | Aída Román · Juan Rene Serrano · México                        | Jueman Zhu Xuesong Gu China                                        |
| Individual Masculino | Bonchan Ku Corea del Sur                           | Woojin Kim Corea del Sur                                         | Riau Ega Agatha Indonesia                                      | Seungyun Lee Corea del Sur                                         |
| Individual Femenil   | Chae Young Kang Corea del Sur                      | Misun Choi Corea del Sur                                         | Bo Bae Ki Corea del Sur                                        | Karina Winter · Alemania                                           |

### Medallero
| Núm. | País           | Oro | Plata | Bronce | Total |
| ---- | -------------- | --- | ----- | ------ | ----- |
| 1    | Corea del Sur  | 4   | 3     | 1      | 8     |
| 2    | Colombia       | 2   | 0     | 0      | 2     |
| 3    | Japón          | 1   | 1     | 0      | 2     |
| 4    | Francia        | 1   | 0     | 1      | 2     |
| 5    | Dinamarca      | 1   | 0     | 0      | 1     |
| 5    | Malasia        | 1   | 0     | 0      | 1     |
| 7    | México         | 0   | 1     | 2      | 3     |
| 8    | Países Bajos   | 0   | 1     | 1      | 2     |
| 8    | Estados Unidos | 0   | 1     | 1      | 2     |
| 10   | Alemania       | 0   | 1     | 0      | 1     |
| 10   | Irán           | 0   | 1     | 0      | 1     |
| 10   | Turquía        | 0   | 1     | 0      | 1     |
| 13   | Indonesia      | 0   | 0     | 2      | 2     |
| 14   | India          | 0   | 0     | 1      | 1     |
| 14   | Rusia          | 0   | 0     | 1      | 1     |

## Antalya
El evento se llevó a cabo del 26 al 31 de mayo, donde se dieron cita 230 arqueros de 55 federaciones.

### Resultados
Arco compuesto
| Evento               | Medalla de oro                                           | Medalla de plata                                       | Medalla de bronce                                              | Cuarto lugar                                               |
| -------------------- | -------------------------------------------------------- | ------------------------------------------------------ | -------------------------------------------------------------- | ---------------------------------------------------------- |
| Equipo Masculino     | Reo Wilde Steve Anderson Bridger Deaton Estados Unidos   | Stephan Hansen Martin Damsbo Patrick Laursen Dinamarca | Yong Hee Choi Jongho Kim Taeyoon Kim Corea del Sur             | Mario Cardoso · Julio Fierro · Angel Ramírez · México      |
| Equipo Femenino      | Sara Lopez · Maja Marcen · Alejandra Usquiano · Colombia | Dayeong Seol Bomin Choi Yun Hee Kim Corea del Sur      | Natalia Avdeeva · Mariia Vinogradova · Albina Loginova · Rusia | Tanja Jensen Sarah Holst Sonnichsen Andrea Gales Dinamarca |
| Equipo Mixto         | Tanja Jensen Stephan Hansen Dinamarca                    | Jeanine Van Kradenburg Gabriel Badenhorst Sudáfrica    | Kristina Heigenhauser · Marcos Laube · Alemania                | Toja Cerne Dejan Sitar Eslovenia                           |
| Individual Masculino | Jongho Kim Corea del Sur                                 | Mike Schloesser · Países Bajos                         | Reo Wilde Estados Unidos                                       | Bridger Deaton Estados Unidos                              |
| Individual Femenil   | Andrea Marcos · España                                   | Mariia Vinogradova · Rusia                             | Stephanie Salinas · México                                     | Laura Longo · Italia                                       |

Arco recurvo
| Evento               | Medalla de oro                                   | Medalla de plata                                   | Medalla de bronce                                         | Cuarto lugar                                               |
| -------------------- | ------------------------------------------------ | -------------------------------------------------- | --------------------------------------------------------- | ---------------------------------------------------------- |
| Equipo Masculino     | Yu Xing Xuesong Gu Gang Wang China               | Woojin Kim Jin Hyek Oh Bonchan Ku Corea del Sur    | Lucas Daniel Jean-Charles Valladont Pierre Plihon Francia | Collin Klimitchek Brady Ellison Zach Garret Estados Unidos |
| Equipo Femenino      | Kaori Kawanaka Yuki Hayashi Saori Nagamine Japón | Chae Young Kang Misun Choi Bo Bae Ki Corea del Sur | Yuhong Ki Jiaxin Wu Yunlu Zhang China                     | Ya-Ting Tan Shu Chi Yuan Shih-Chia Lin República de China  |
| Equipo Mixto         | Misun Choi Woojin Kim Corea del Sur              | Yuhong Qi Yu Xing China                            | Kaori Kawanaka Takaharu Furukawa Japón                    | Ya-Ting Tan Chun-Heng Wei República de China               |
| Individual Masculino | Seungyun Lee Corea del Sur                       | Woojin Kim Corea del Sur                           | Collin Klimitchek Estados Unidos                          | Brady Ellison Estados Unidos                               |
| Individual Femenil   | Misun Choi Corea del Sur                         | Bo Bae Ki Corea del Sur                            | Deepika Kumari India                                      | Hye Jin Chang Corea del Sur                                |

### Medallero
| Núm. | País           | Oro | Plata | Bronce | Total |
| ---- | -------------- | --- | ----- | ------ | ----- |
| 1    | Corea del Sur  | 4   | 5     | 1      | 10    |
| 2    | China          | 1   | 1     | 1      | 3     |
| 3    | Dinamarca      | 1   | 1     | 0      | 2     |
| 4    | Estados Unidos | 1   | 0     | 2      | 3     |
| 5    | Japón          | 1   | 0     | 1      | 2     |
| 6    | Colombia       | 1   | 0     | 0      | 1     |
| 6    | España         | 1   | 0     | 0      | 1     |
| 8    | Rusia          | 0   | 1     | 1      | 2     |
| 9    | Países Bajos   | 0   | 1     | 0      | 1     |
| 9    | Sudáfrica      | 0   | 1     | 0      | 1     |
| 11   | Alemania       | 0   | 0     | 1      | 1     |
| 11   | Francia        | 0   | 0     | 1      | 1     |
| 11   | India          | 0   | 0     | 1      | 1     |
| 11   | México         | 0   | 0     | 1      | 1     |

## Wroclaw

### Resultados
Arco compuesto
| Evento               | Medalla de oro                                                       | Medalla de plata                                               | Medalla de bronce                                           | Cuarto lugar                                                   |
| -------------------- | -------------------------------------------------------------------- | -------------------------------------------------------------- | ----------------------------------------------------------- | -------------------------------------------------------------- |
| Equipo Masculino     | Martin Damsbo Stephan Hansen Patrick Laursen Dinamarca               | Steve Anderson Braden Gellenthien Reo Wilde Estados Unidos     | Michele Nencioni · Sergio Pagni · Federico Pagnoni · Italia | Rajat Chauhan Preet Singh Kawal Abhishek Verma India           |
| Equipo Femenino      | Natalia Avdeeva · Svetlana Cherkashneva · Mariia Vinogradova · Rusia | Anastasia Anastasio · Viviana Spano · Marcela Tonioli · Italia | Angela Bradley Crystal Gauvin Lexi Keller Estados Unidos    | Olena Borysenko · Viktoriya Diakova · Mariya Shkolna · Ucrania |
| Equipo Mixto         | Sarah Holst Sonnichsen Stephan Hansen Dinamarca                      | Afsaneh Shafielavijeh Esmaeil Ebadi Irán                       | Crystal Gauvin Braden Gellenthien Estados Unidos            | Maja Marcen · Daniel Muñoz · Colombia                          |
| Individual Masculino | Abhishek Verma India                                                 | Esmaeil Ebadi Irán                                             | Steve Anderson Estados Unidos                               | Martin Damsbo Dinamarca                                        |
| Individual Femenil   | Natalia Avdeeva · Rusia                                              | Alejandra Usquiano · Colombia                                  | Linda Ochoa · México                                        | Crystal Gauvin Estados Unidos                                  |

Arco Recurvo
| Evento               | Medalla de oro                                                 | Medalla de plata                                              | Medalla de bronce                                | Cuarto lugar                                                     |
| -------------------- | -------------------------------------------------------------- | ------------------------------------------------------------- | ------------------------------------------------ | ---------------------------------------------------------------- |
| Equipo Masculino     | Brady Ellison Collin Klimitchek Sean Mclaughlin Estados Unidos | Florian Floto · Florian Kahllund · Marc Rudow · Alemania      | Xiaoxiang Dai Rui Huang Zhiwei Yong China        | Massimiliano Mandia · Mauro Nespoli · David Pasqualucci · Italia |
| Equipo Femenino      | Mackenzie Brown Khatuna Lorig La Nola Pritchard Estados Unidos | Kristine Esebua Yulia Lobzhenidze Khatuna Narimanidze Georgia | Hui Cao Yuanyuan Cui Yuhong Qi China             | Lucilla Boari · Tanya Giaccheri · Vanessa Landi · Italia         |
| Equipo Mixto         | Aída Román · Juan Rene Serrano · México                        | Deepika Kumari Mangal Singh Champia India                     | Alena Kuzniatzova · Anton Prilepov · Bielorrusia | Sophie Planeix Jean-Charles Valladont Francia                    |
| Individual Masculino | Jean-Charles Valladont Francia                                 | Zach Garrett Estados Unidos                                   | Anton Prilepov · Bielorrusia                     | Mauro Nespoli · Italia                                           |
| Individual Femenil   | Mackenzie Brown Estados Unidos                                 | Ayano Kato Japón                                              | Elena Richter · Alemania                         | Kristine Esebua Georgia                                          |

### Medallero
| Núm. | País           | Oro | Plata | Bronce | Total |
| ---- | -------------- | --- | ----- | ------ | ----- |
| 1    | Estados Unidos | 3   | 2     | 3      | 8     |
| 2    | Dinamarca      | 2   | 0     | 0      | 2     |
| 2    | Rusia          | 2   | 0     | 0      | 2     |
| 4    | India          | 1   | 1     | 0      | 2     |
| 5    | México         | 1   | 0     | 1      | 2     |
| 6    | Francia        | 1   | 0     | 0      | 1     |
| 7    | Irán           | 0   | 2     | 0      | 2     |
| 8    | Alemania       | 0   | 1     | 1      | 2     |
| 8    | Italia         | 0   | 1     | 1      | 2     |
| 10   | Colombia       | 0   | 1     | 0      | 1     |
| 10   | Georgia        | 0   | 1     | 0      | 1     |
| 10   | Japón          | 0   | 1     | 0      | 1     |
| 13   | Bielorrusia    | 0   | 0     | 2      | 2     |
| 13   | China          | 0   | 0     | 2      | 2     |

## Medellín
Se realizará desde el 8 al 13 de septiembre.

### Resultados
Arco Compuesto
| Evento               | Medalla de oro                                                | Medalla de plata                                               | Medalla de bronce                                        | Cuarto lugar                                                         |
| -------------------- | ------------------------------------------------------------- | -------------------------------------------------------------- | -------------------------------------------------------- | -------------------------------------------------------------------- |
| Equipo Masculino     | Steve Anderson Braden Gellenthien Reo Wilde Estados Unidos    | Michele Nencioni · Sergio Pagni · Federico Pagnoni · Italia    | Sarvesh Pareek Sandip Kumar Isaiah Rajender Sanam India  | Nelson Torres · Leandro Rojas · Eduardo Gonzalez · Venezuela         |
| Equipo Femenino      | Sara Lopez · Aura Maria Bravo · Alejandra Usquiano · Colombia | Anastasia Anastasio · Viviana Spano · Marcela Tonioli · Italia | Angela Bradley Crystal Gauvin Lexi Keller Estados Unidos | Ana Cristina Juárez · Linda Ochoa · Stephanie Sarai Salinas · México |
| Equipo Mixto         | Viviana Spano · Federico Pagnoni · Italia                     | Toja Cerne Dejan Sitar Eslovenia                               | Crystal Gauvin Braden Gellenthien Estados Unidos         | Trisha Deb Sarvesh Pareek India                                      |
| Individual Masculino | Sebastien Peineau Francia                                     | Roberto Hernández · El Salvador                                | Roe Wilde Estados Unidos                                 | Stephan Hansen Dinamarca                                             |
| Individual Femenil   | Sara Lopez · Colombia                                         | Paige Perace Estados Unidos                                    | María Eugenia González Briozzo Argentina                 | Ana Cristina Juárez · México                                         |
| Mixto por Equipos    | Pierre-julien Deloche Sophie Dodemont Francia                 | Mike Schloesser · Inge Van Caspel · Países Bajos               | Erika Jones Reo Wilde Estados Unidos                     | Alexander Dambae · Albina Loginova · Rusia                           |

Arco Recurvo
| Evento               | Medalla de oro                                                | Medalla de plata                                                 | Medalla de bronce                                           | Cuarto lugar                                                    |
| -------------------- | ------------------------------------------------------------- | ---------------------------------------------------------------- | ----------------------------------------------------------- | --------------------------------------------------------------- |
| Equipo Masculino     | Dong Hyun Im Woo Seok Lee Jae Hun Shin Corea del Sur          | Collin Klimitchek Brady Ellison Daniel Mclaughlin Estados Unidos | Yu Xing Xuesong Gu Gang Wang China                          | Andres Pila · Daniel Betancur · Daniel Felipe Pineda · Colombia |
| Equipo Femenino      | Ya-Ting Tan Chien-Ying Le Mei-Chien Hsiung República de China | Tuk Young Lee Sungeun Jeon Sunam Hong Corea del Sur              | Mackenzie Brown Khatuna Lorig Ariel Gibilaro Estados Unidos | Aída Román · Alejandra Valencia · Karla Hinojosa · México       |
| Equipo Mixto         | Dong Hyun Im Tuk Young Lee Corea del Sur                      | Yu Xing Jiaxin Wu China                                          | Takaharu Furukawa Kaori Kawanaka Japón                      | Chun-Heng Wei Ya-Ting Tan República de China                    |
| Individual Masculino | Yu Xing China                                                 | Dong Hyun Im Corea del Sur                                       | Rick Van Der Ven · Países Bajos                             | Mitch Dielemans · Países Bajos                                  |
| Individual Femenil   | Sunam Hong Corea del Sur                                      | Tuk Young Lee Corea del Sur                                      | Chien-Ying Le República de China                            | Ya-Ting Tan República de China                                  |

### Medallero
| Núm. | País           | Oro | Plata | Bronce | Total |
| ---- | -------------- | --- | ----- | ------ | ----- |
| 1    | Corea del Sur  | 3   | 3     | 0      | 6     |
| 2    | Colombia       | 2   | 0     | 0      | 2     |
| 2    | Francia        | 2   | 0     | 0      | 2     |
| 4    | Estados Unidos | 1   | 2     | 5      | 8     |
| 5    | Italia         | 1   | 2     | 0      | 3     |
| 6    | China          | 1   | 1     | 1      | 3     |
| 7    | Taiwán         | 1   | 0     | 1      | 2     |
| 8    | Países Bajos   | 0   | 1     | 1      | 2     |
| 9    | El Salvador    | 0   | 1     | 0      | 1     |
| 9    | Eslovaquia     | 0   | 1     | 0      | 1     |
| 11   | Argentina      | 0   | 0     | 1      | 1     |
| 11   | India          | 0   | 0     | 1      | 1     |
| 11   | Japón          | 0   | 0     | 1      | 1     |

## Ciudad de México
La final de la Copa del Mundo será disputada en la capital mexicana el 24 y 25 de octubre. Dicho evento contempla la asistencia de los 8 mejores arqueros hombres y mujeres de la temporada, tanto del Arco compuesto, como del Arco recurvo. Así como la mejor dupla mixta de una federación para disputar el campeonato de dicha rama en ambas modalidades contra los arqueros del país anfitrión.

### Resultados
Arco Compuesto
| Evento               | Medalla de oro                       | Medalla de plata                              | Medalla de bronce             | Cuarto lugar                     |
| -------------------- | ------------------------------------ | --------------------------------------------- | ----------------------------- | -------------------------------- |
| Equipo Mixto         | Erika Anear Stephan Hensen Dinamarca | Linda Ochoa-Anderson · Mario Cardoso · México |                               |                                  |
| Individual Masculino | Demir Elmaagadi Turquía              | Abhishek Verma India                          | Dominique Génet Francia       | Mario Cardoso · México           |
| Individual Femenil   | Sara Lopez · Colombia                | Mariia Vinogradova · Rusia                    | Linda Ochoa-Anderson · México | Stephanie Sarai Salinas · México |

Arco Recurvo
| Evento               | Medalla de oro                      | Medalla de plata                              | Medalla de bronce               | Cuarto lugar                     |
| -------------------- | ----------------------------------- | --------------------------------------------- | ------------------------------- | -------------------------------- |
| Equipo Mixto         | Misun Choi Woojin Kim Corea del Sur | Alejandra Valencia · Luis A. Álvarez · México |                                 |                                  |
| Individual Masculino | Miguel Alvarino Garcia · España     | Jean-Charles Valladont Francia                | Woojin Kim Corea del Sur        | Collin Klimitchek Estados Unidos |
| Individual Femenil   | Misun Choi Corea del Sur            | Deepika Kuman India                           | Chie-Ying Le República de China | Mackenzie Brown Estados Unidos   |

### Medallero
| Núm. | País          | Oro | Plata | Bronce | Total |
| ---- | ------------- | --- | ----- | ------ | ----- |
| 1    | Corea del Sur | 2   | 0     | 1      | 3     |
| 2    | Colombia      | 1   | 0     | 0      | 1     |
| 2    | Dinamarca     | 1   | 0     | 0      | 1     |
| 2    | España        | 1   | 0     | 0      | 1     |
| 2    | Turquía       | 1   | 0     | 0      | 1     |
| 6    | México        | 0   | 2     | 1      | 3     |
| 7    | India         | 0   | 2     | 0      | 2     |
| 8    | Francia       | 0   | 1     | 1      | 2     |
| 9    | Rusia         | 0   | 1     | 0      | 1     |
| 10   | Taiwán        | 0   | 0     | 1      | 1     |

## Medallero General
A continuación, se enumeran todas las medallas que han ganado las federaciones a través de las distintas etapas concluidas.

### Arco compuesto
| Núm. | País           | Oro | Plata | Bronce | Total |
| ---- | -------------- | --- | ----- | ------ | ----- |
| 1    | Colombia       | 6   | 1     | 0      | 5     |
| 2    | Dinamarca      | 5   | 1     | 0      | 5     |
| 3    | Francia        | 3   | 0     | 2      | 5     |
| 4    | Estados Unidos | 2   | 3     | 8      | 13    |
| 5    | Rusia          | 2   | 2     | 2      | 6     |
| 6    | Italia         | 1   | 3     | 1      | 5     |
| 7    | Corea del Sur  | 1   | 1     | 1      | 3     |
| 7    | India          | 1   | 1     | 1      | 3     |
| 9    | Turquía        | 1   | 1     | 0      | 2     |
| 10   | España         | 1   | 0     | 0      | 1     |
| 10   | Malasia        | 1   | 0     | 0      | 1     |
| 12   | Países Bajos   | 0   | 3     | 1      | 4     |
| 13   | Irán           | 0   | 3     | 0      | 3     |
| 14   | México         | 0   | 2     | 4      | 6     |
| 15   | El Salvador    | 0   | 1     | 0      | 1     |
| 15   | Eslovaquia     | 0   | 1     | 0      | 1     |
| 15   | Sudáfrica      | 0   | 1     | 0      | 1     |
| 18   | Alemania       | 0   | 0     | 1      | 1     |
| 18   | Argentina      | 0   | 0     | 1      | 1     |

### Arco recurvo
| Núm. | País           | Oro | Plata | Bronce | Total |
| ---- | -------------- | --- | ----- | ------ | ----- |
| 1    | Corea del Sur  | 12  | 10    | 2      | 24    |
| 2    | Estados Unidos | 3   | 2     | 3      | 8     |
| 3    | China          | 2   | 2     | 4      | 8     |
| 4    | Japón          | 2   | 2     | 2      | 6     |
| 5    | Francia        | 1   | 1     | 1      | 3     |
| 5    | México         | 1   | 1     | 1      | 3     |
| 7    | Taiwán         | 1   | 0     | 2      | 3     |
| 8    | España         | 1   | 0     | 0      | 1     |
| 9    | Alemania       | 0   | 2     | 1      | 3     |
| 9    | India          | 0   | 2     | 1      | 2     |
| 11   | Georgia        | 0   | 1     | 0      | 1     |
| 12   | Bielorrusia    | 0   | 0     | 2      | 2     |
| 12   | Indonesia      | 0   | 0     | 2      | 2     |
| 14   | Holanda        | 0   | 0     | 1      | 1     |

### Ambas pruebas (Total)
| Núm. | País           | Oro | Plata | Bronce | Total |
| ---- | -------------- | --- | ----- | ------ | ----- |
| 1    | Corea del Sur  | 13  | 11    | 3      | 27    |
| 2    | Estados Unidos | 5   | 5     | 11     | 21    |
| 3    | Colombia       | 6   | 1     | 0      | 7     |
| 4    | Dinamarca      | 5   | 1     | 0      | 6     |
| 5    | Francia        | 4   | 1     | 3      | 8     |
| 6    | China          | 2   | 2     | 4      | 8     |
| 7    | Japón          | 2   | 2     | 2      | 6     |
| 7    | Rusia          | 2   | 2     | 2      | 6     |
| 9    | España         | 2   | 0     | 0      | 0     |
| 10   | México         | 1   | 3     | 5      | 9     |
| 11   | India          | 1   | 3     | 3      | 7     |
| 12   | Italia         | 1   | 3     | 1      | 5     |
| 13   | Turquía        | 1   | 1     | 0      | 2     |
| 14   | Taiwán         | 1   | 0     | 2      | 3     |
| 15   | España         | 1   | 0     | 0      | 1     |
| 15   | Malasia        | 1   | 0     | 0      | 1     |
| 17   | Países Bajos   | 0   | 3     | 2      | 5     |
| 18   | Irán           | 0   | 3     | 0      | 3     |
| 19   | Alemania       | 0   | 2     | 2      | 4     |
| 20   | El Salvador    | 0   | 1     | 0      | 1     |
| 20   | Eslovaquia     | 0   | 1     | 0      | 1     |
| 20   | Georgia        | 0   | 1     | 0      | 1     |
| 20   | Sudáfrica      | 0   | 1     | 0      | 1     |
| 24   | Bielorrusia    | 0   | 0     | 2      | 2     |
| 24   | Indonesia      | 0   | 0     | 2      | 2     |
| 25   | Argentina      | 0   | 0     | 1      | 1     |